# Gambirmanis
Gambirmanis is een bestuurslaag in het regentschap Wonogiri van de provincie Midden-Java, Indonesië. Gambirmanis telt 4581 inwoners (volkstelling 2010).